# Об'єднання українських жінок у Німеччині
Об'єднання українських жінок у Німеччині (нім. Ukrainischer Frauenverband in Deutschland e.V)— громадська організація, яка об'єднує українок та інших жінок, пов'язаних із українською громадою ФРН. Входить до Світової Федерації українських жіночих організацій, Європейського Конґресу Українців та Об'єднання Українських Організацій у Німеччині.

## Історія
Об'єднання українських жінок у Німеччині (ОУЖ) постало у 1945 році на установчому з'їзді в Аусбурзі, що проходив 15-16 грудня. Його метою було духовне й фізичне збереження української еміґрації. В якості патронки обрано княгиню Ольгу.
Мала найбільше членство під час масового перебування української еміґрації в Німеччині у 1946—50 роках — до 10 000 осіб. У середині 1950-х знизилося після виїзду більшости її членкинь до США і Канади.
Тепер ОУЖ нараховує 16 відділів з близько 500 членкинями і 13 навчальних станиць. Найзначущішими є відділи в Гамбурзі, Гановері, Мюнхені, Брауншвейгу, Людвіксфельді.

## Організаційна будова
Керівництво здійснює Головна управа, куди входить голова, її заступниці, секретарув, скарбничі, контрольна комісія. Спочатку вибори головної управи на з'їздах здійснювалися 1 раз на рік, згодом керівництво ОУЖН стали обирати на 3 роки. Осідок розташовано у Мюнхені. Натепер головою є Марія Ковалишин.

### Голови
- І. Павликовська (1945—1950 роки)
- Ольга Павловська (1950—1958 роки)
- О. Сулима-Бойко (1958—1966 роки)
- Ірина Козак (1966—2003 роки)
- Марія Ковалишин (з 2003 року)

## Заходи
Проводиться культурна, освітянська, виховна (мережа дитячих садків, вишкіл виховательок), допомогова робота. В перші роки існування ОУЖ увійшло до Ліги жінок на Еміґрації, встановлено контакт з німецьким та українськими еміграційними організаціями в Європі.
ОУЖ стала першим засновним суботньої школи у Мюнхені (натепер суботня школа Товариства «Рідна школа»). Тривалий час очолювала її Ярослава Філь (1960—1989 роки)
Протягом 1946—1950 років видавався місячник «Громадянка», з 1962 року — «Жіночий Інформаційний Листок» (редакторки Б. Бачинська, О. Сулима, О. Юрченко).
З середини 1990-х років діяльність головним чином зводиться до організації національних свят з різних нагод, виставок української писанки, вишивки для німців у різних приміщеннях, відвідання хворих в лікарнях, зборів грошей на допомогу школам, сиротинцям й окремим бідним українським родинам в Німеччині, Україні та допомозі українським громадам в Європі. 
З початку російської агресії в Криму та на Донбасі ОУЖ задіяна в акціях протесту, а також збиранні речей для вояків та воячок АТО.